# Ian Lindo
Ian Albert Lindo (30 aprile 1983) è un calciatore britannico delle Isole Cayman, di ruolo centrocampista.

## Carriera

### Club
Ha giocato nella massima serie del campionato delle Isole Cayman con il George Town.

### Nazionale
Ha esordito in Nazionale nel 2001, prendendo parte a 5 incontri valevoli per le qualificazioni ai Mondiali 2014.